# وليام ماكويتي
وليام ماكويتي (بالإنجليزية: William MacQuitty)‏ (15 مايو 1905 - 4 فبراير 2004) هو منتج سينمائي بريطاني وكاتب ومصور. يشتهر بإنتاجه لفيلم 1956رانك اورغنايزيشن / بينوود ستوديو وهو ليلة للذكرى، الذي يعيد إنتاج قصة غرق آر إس إم تيتانيك ، بناءً على كتاب يحمل نفس الاسم من تأليف والتر لورد . كان ماكويتي قد شاهد إطلاق تيتانيك بنفسه ، عندما كان طفلاً.

## حياة مبكرة
ولد في بلفاست، وهو نجل المدير الإداري لبلفاست تلغراف، تلقى تعليمه في كلية كامبل. كان ماكويتي قد شهد إطلاق تيتانيك في 31 مايو 1911 ولا يزال يتذكر هذه المناسبة بوضوح.  كما شاهد مغادرة الرحلة الأولى في العام التالي. حصل ماكويتي على وظيفة لدى بنك تشارترد (المعروف اليوم باسم ستاندرد تشارترد ) ، وهو في سن 18 عامًا، حيث بقي حتى عام 1939.
في عام 1926، تم إرساله إلى الشرق الأقصى ، حيث انضم إلى حصان البنجاب الإضافي في أمريتسار ، الذي كان عدد من الجنود المتطوعين الذين كانت مهمتهم هي الدفاع عن المصفاهب والأطفال في المدينة التي كانت تعتبر على نطاق واسع واحدة من أكر الفتن في الهند.
في عام 1928 أصبح عضوا مؤسسا لنادي لاهور للطيران . شملت وظائف أخرى في الشرق الأقصى سيلان وسيام وملايا والصين قبل استقالته وعاد إلى أيرلندا في عام 1939.
وبدلا من دراسة التحليل النفسي ، بدأ دورة طبية مدتها سبع سنوات في لندن ، لكن فيلمه الهواة (Simple Silage) ، جمعية الزراعيين في أولستر، لفت انتباه وزارة الإعلام، حيث أطلقه على دورة جديدة وحياة غير متوقعة.

## فيلموغرافيا مختارة
- العائلة السعيدة (1952)
- الخيمة السوداء (1956)

## روابط خارجية
- وليام ماكويتي على موقع IMDb (الإنجليزية)
- وليام ماكويتي على موقع ألو سيني (الفرنسية)
- وليام ماكويتي على موقع أول موفي (الإنجليزية)
- وليام ماكويتي على موقع قاعدة بيانات الأفلام السويدية (السويدية)
- وليام ماكويتي على موقع قاعدة بيانات الفيلم (الإنجليزية)
- وليام ماكويتي على موقع كينوبويسك (الروسية)

- [http://www.imdb.com/name/nm0534271/ William MacQuitty

] في قاعدة بيانات الأفلام على الإنترنت
- نعي ( التايمز )
- الموقع الرسمي لجمعية تايتانيك التاريخية
- ليلة لتذكر المؤامرة ، طاقم الممثلين
- معرض الصور الوطنية للصور الفوتوغرافية ويليام ماكويتي

1. ↑  www.acmi.net.au (بالإنجليزية), QID:Q120061370
2. ↑  Mayer 2004.